# Fochteloërveen
Het Fochteloërveen is een 2500 hectare (ha) groot natuurgebied op de grens van de Nederlandse provincies Friesland en Drenthe, bij het dorp Veenhuizen. Het is een van de weinige gebieden in Nederland waar nog levend hoogveen voorkomt en het geniet nationale en Europese bescherming.

## Geschiedenis
Noordwest-Europa kende vroeger uitgestrekte hoogveengebieden. Daar is weinig van overgebleven en het Fochteloërveen is een van de best bewaarde restanten. Het gebied was onderdeel van het grote Drents-Friese hoogveengebied, dat sedert 1660 grotendeels is afgegraven, met name de Smildervenen aan de Drentsche Hoofdvaart. Dat het gebied bewaard is gebleven geldt als een historisch toeval en mogelijk een gevolg van de geïsoleerde ligging op een provinciegrens. Pas laat werd een vrij beperkt kanalenstelsel aangelegd, zodat veel veen is blijven liggen en zich zelfs altijd een kleine 'actieve' hoogveenkern heeft kunnen handhaven.

## Bescherming en natuurontwikkeling
Het Fochteloërveen is een kerngebied in de ecologische hoofdstructuur van Nederland en een door Europa beschermd Natura 2000-gebied. Het is aangewezen als wetland volgens de Conventie van Ramsar. Van het gebied is circa 1100 ha eigendom van de Vereniging Natuurmonumenten, dat samen met de circa 1400 ha van Staatsbosbeheer wordt beheerd.
Om de groei van hoogveen te bevorderen is het gebied vernat door de aanleg van damwanden, het dempen van sloten en het plaatsen van stuwen. Ook wordt rondom het eigenlijke natuurgebied een bufferzone ingericht. Vanouds ligt aan de noordzijde het bosgebied Bankenbos en de Kolonie Veenhuizen. Naar het zuiden en oosten toe, bij Fochteloo en Ravenswoud, worden landbouwgronden ingericht als natuurgebied, hetgeen voor de waterbeheersing als onmisbaar geldt en veel kansen biedt voor de fauna. Het gebied is beperkt toegankelijk. Er loopt een fietspad over een zandrug door het gebied en er zijn enkele voetpaden. Er staat een vogelkijkhut en nabij Ravenswoud staat een uitkijktoren.
Onderzoek in 2004 heeft uitgewezen dat de vernatting goed is geweest voor de plantengroei. Het, in Nederland uiterst zeldzame, bruin veenmos is terug. Het pijpenstrootje, een bruingele, grasachtige plant die de overhand kreeg toen het veen uitdroogde, krijgt steeds minder ruimte. Hiervoor in de plaats komen nu het eenarig wollegras en de lavendelhei.

### Flora
- De veenmossen, bouwstenen van het veen, komen langzaam terug. Hiertoe behoren het waterveenmos, het hoogveenveenmos en het rood veenmos.
- Ook andere bedreigde planten zoals klokjesgentiaan en dwergvlas worden talrijker.

### Fauna
- Een vlinder als het veenhooibeestje heeft hier weer een van zijn laatste grote populaties.
- In het Fochteloërveen heeft in 2001 voor het eerst in 250 jaar een succesvol broedgeval van de Europese kraanvogel (Grus grus) plaatsgevonden. Dit heeft in de jaren daarna een vervolg gekregen.
- Het gebied is rijk aan ringslangen, gladde slangen en adders en in sommige jaren overzomert een slangenarend in het gebied.
- In 2004 werd de bosruiter weer gesignaleerd. Door het verhogen van de grondwaterstand en werkzaamheden waren er blubbervelden en platgereden modder ontstaan die voor een bosruiter aantrekkelijk zijn.
- In het Fochteloërveen leven tientallen paapjes en daardoor is dit gebied misschien wel het beste natuurgebied om deze soort tegen te komen.
- In het voorjaar van 2008 deed een groep van zo'n dertig roodpootvalken zich tegoed aan de vele witsnuitlibellen in het Fochteloërveen.[2]
- Tot in de jaren zeventig herbergde het Fochteloërveen een van de grootste populaties korhoenders in Nederland, maar begin jaren tachtig  stierf het hoen er uit, net als in andere Drentse gebieden. Ondanks intensief onderzoek is de oorzaak niet opgehelderd. In het centrum van het dorp Fochteloo staan twee metalen korhanen als herinnering.[3]

## Brand
Op 25 april 2011 brak er een gras- en veenbrand uit in het door droogte kwetsbare natuurgebied. De brand trof ongeveer een vierkante kilometer. Het duurde dagen voordat in het veen het vuur echt bedwongen was. Een groot aantal slangen en hagedissen kwam om het leven. Enkele houten damwanden die het water langer in het gebied vast dienen te houden moesten vervangen worden.
Op 13 maart 2015 werd wederom bijna honderd hectare heidegebied met voornamelijk hoog verdord gras door brand getroffen. Er was sprake van meerdere brandhaarden langs een fietspad. Door de natte ondergrond konden brandweerwagens niet overal het gebied in, maar was het vuur toch relatief gemakkelijk te bedwingen. Achteraf bleek dat het vuur was aangestoken.

## Topografie
Topografische kaart van het Fochteloërveen, december 2015 (Klik voor vergroting)
Aamsveen (gebiedsnummer 55)
· Abdij Lilbosch & voormalig Klooster Mariahoop (151)
· Abtskolk & De Putten (162)
· Achter de Voort, Agelerbroek & Voltherbroek (47)
· Arkemheen (56) 
· Bakkeveense Duinen (17)
· Bargerveen (33)
· Bekendelle (63)
· Bemelerberg & Schiepersberg (156)
· Bergvennen & Brecklenkampse Veld (46)
· Biesbosch (112)
· Binnenveld (voorheen Bennekomse Meent) (65)
· Boddenbroek (52)
· Het Bossche Broek (132)
· Boetelerveld (41)
· Boezems Kinderdijk (106)
· Borkeld (44)
· Boschhuizerbergen (144)
· Botshol (83)
· Brabantse Wal (128)
· Broekvelden, Vettenbroek & Polder Stein (104)
· Bruine Bank (168)
· Brunssummerheide (155)
· Bunder- en Elslooërbos (153)
· Buurserzand & Haaksbergerveen (53)
· Canisvlietse Kreek (125)
· Coepelduynen (96)
· De Bruuk (69)
· Deelen (14)
· De Alde Feanen (13)
· De Wilck (102)
· Deurnsche Peel & Mariapeel (139) 
· Dinkelland (49)
· Doggersbank (164)
· Donkse Laagten (107)
· Drents-Friese Wold & Leggelderveld (27)
· Drentsche Aa-gebied (25)
· Drouwenerzand (26)
· Duinen Ameland (5) 
· Duinen Den Helder-Callantsoog (84)
· Duinen en Lage Land Texel (2) 
· Duinen Goeree & Kwade Hoek (101) 
· Duinen Schiermonnikoog (6) 
· Duinen Terschelling (4) 
· Duinen Vlieland (3) 
· Dwingelderveld (30)
· Eemmeer & Gooimeer Zuidoever (77)
· Eilandspolder (89)
· Elperstroomgebied (28)
· Engbertsdijksvenen (40) 
· Fochteloërveen (23)
· Friese Front (166)
· Gelderse Poort (67)
· Geleenbeekdal (154)
· Geuldal (157)
· Grensmaas (152)
· Grevelingen (115)
· Groot Zandbrink (80)
· Groote Gat (124)
· Groote Peel (140) 
· Groote Wielen (9)
· Haringvliet (109)
· Holtingerveld (29)
· Hollands Diep (111)
· IJsselmeer (72)
· Ilperveld, Varkensland, Oostzanerveld & Twiske (92)
· Kampina & Oisterwijkse Vennen (133)
· Kempenland-West (135)
· Kennemerland-Zuid (88)
· Ketelmeer & Vossemeer (75)
· Klaverbank (165)
· Kolland en Overlangbroek (81)
· Kop van Schouwen (116)
· Korenburgerveen (61)
· Krammer-Volkerak (114)
· Kunderberg (158)
· Landgoederen Brummen (58)
· Landgoederen Oldenzaal (50)
· Langstraat (130)
· Lauwersmeer (8)
· Leekstermeergebied (19)
· Leenderbos, Groote Heide & De Plateaux (136)
· Lemselermaten (48)
· Lepelaarplassen (79)
· Leudal (147)
· Liefstinghsbroek (21)
· Lingegebied en Diefdijk Zuid (70)
· Loevestein, Pompveld & Kornsche Boezem (71)
· Lonnekermeer (51)
· Leemkuilen (131)
· Loonse en Drunense Duinen (131)
· Maasduinen (145)
· Maas bij Eijsden (167)
· Manteling van Walcheren (117)
· Mantingerbos (31)
· Mantingerzand (32)
· Markermeer & IJmeer (73)
· Markiezaat (127)
· Meijendel & Berkheide (97)
· Moerputten (132)
· Meinweg (149)
· Naardermeer (94)
· Nieuwkoopse Plassen & De Haeck (103)
· Noorbeemden & Hoogbos (161)
· Noordhollands Duinreservaat (87)
· Noordzeekustzone (7) 
· Norgerholt (22)
· Oeffelter Meent (141)
· Olde Maten & Veerslootslanden (37)
· Oostelijke Vechtplassen (95)
· Oosterschelde (118)
· Oostvaardersplassen (78)
· Oude Maas (108)
· Oudegaasterbrekken, Fluessen en omgeving (10)
· Oudeland van Strijen (110)
· Polder Westzaan (91)
· Polder Zeevang (93)
· Regte Heide & Riels Laag (134)
· Roerdal (150)
· Rottige Meenthe & Brandemeer (18)
· Sallandse Heuvelrug (42)
· Sarsven en De Banen (146)
· Savelsbos (160)
· Schoorlse Duinen (86)
· Sint-Jansberg (142)
· Sint Pietersberg & Jekerdal (159)
· Sneekermeergebied (12)
· Solleveld & Kapittelduinen (99)
· Springendal & Dal van de Mosbeek (45)
· Stelkampsveld (60)
· Strabrechtse Heide & Beuven (137)
· Swalmdal (148)
· Teeselinkven (59)
· Uiterwaarden IJssel (38)
· Uiterwaarden Lek (82)
· Uiterwaarden Neder-Rijn (66)
· Uiterwaarden Waal (68)
· Uiterwaarden Zwarte Water en Vecht (36)
· Ulvenhoutse Bos (129)
· Van Oordt's Mersken (15)
· Vecht- en Beneden-Reggegebied (39)
· Veerse Meer (119)
· Veluwe (57)
· Veluwerandmeren (76)
· Vlakte van de Raan 163)
· Vlijmens Ven (132)
· Vogelkreek (126)
· Voordelta (113) 
· Voornes Duin (100) 
· Waddenzee (1) 
· Weerribben (34)
· Weerter- en Budelerbergen & Ringselven (138)
· Westduinpark & Wapendal (98)
· Westerschelde & Saeftinghe (122)
· Wieden (35)
· Wierdense Veld (43)
· Wijnjeterper Schar (16)
· Willinks Weust (62)
· Witte en Zwarte Brekken (11)
· Witte Veen (54)
· Witterveld (24) 
· Wooldse Veen (64)
· Wormer- en Jisperveld & Kalverpolder (90)
· Yerseke en Kapelse Moer (121)
· Zeldersche Driessen (143)
· Zoommeer (120)
· Zouweboezem (105)
· Zuidlaardermeergebied (20)
· Zwanenwater & Pettemerduinen (85)
· Zwarte Meer (74)
· Zwin & Kievittepolder (123)